# Navinchandra Ramgoolam
Navinchandra Ramgoolam (नवीन चन्‍द्र रामगुलाम) (Port Louis, 13 de julio de 1947) es un político mauriciano, actual primer ministro de la República de Mauricio desde el 13 de noviembre de 2024. Previamente fue primer ministro desde 2005 hasta 2014. Tuvo un primer mandato desde 1995 hasta el año 2000, siendo reelegido el 5 de julio de 2005, luego de que su Alliance Sociale (Alianza Social, una coalición que incluía a su partido Mauritian Labour, al partido Mauritian Party de Xavier-Luc Duval, y a otros grupos más pequeños) vencieron a la coalición formada por el Mauritian Militant Movement o MMM y el Militant Socialist Movement del ex primer ministro Paul Bérenger en las elecciones generales celebradas el 3 de julio.

## Biografía
Líder del Partido Laborista, es hijo de Mauricio "padre de la independencia", Sir Seewoosagur Ramgoolam.
Ya era primer ministro desde 1995 hasta el 2000. Vence al Movimiento Militante Mauriciano de Paul Bérenger durante las elecciones legislativas del 3 de julio de 2005.
Navin Ramgoolam fue elevado al rango de Gran Oficial de la Legión de Honor por el presidente de la República Francesa Jacques Chirac durante su visita a Francia en marzo de 2006.
En las elecciones legislativas del 5 de mayo de 2010, la Alianza para el Futuro que lideró, que reunió al Partido Laborista y al Movimiento Socialista, obtuvo 41 de los 62 escaños en juego. El 11 de mayo, fue reelegido como primer ministro.
Es derrotado en las elecciones parlamentarias del 10 de diciembre de 2014.
Fue arrestado el viernes 6 de febrero de 2015. Se le sospecha de obstrucción a la justicia y lavado de dinero. La policía busca en su casa en Vacoas y pone sus manos en dos cofres. El ex primer ministro dice que los códigos de acceso están en posesión de su esposa. La policía descubrió cerca de 3 millones de rupias en moneda extranjera durante esta búsqueda.
Tras la victoria de la Alianza para el Cambio en las elecciones generales de Mauricio de 2024, Ramgoolam reasumió como primer ministro.